# Porstjärnen (Söderbärke socken, Dalarna)
Porstjärnen är en sjö i Smedjebackens kommun i Dalarna och ingår i Norrströms huvudavrinningsområde.